# شاخص فقر چندبعدی
شاخص فقر چندبعدی(به انگلیسی:(Multidimensional Poverty Index (MPI) در سال ۲۰۰۷ برای اولین بار توسط آلکایر و فاستر برای ۱۰۹ کشور در جهان محاسبه شد و سپس در سال ۲۰۱۰ توسط طرح مبارزه با فقر و توسعه انسانی مؤسسه آکسفورد (OPHI) و برنامه توسعه سازمان ملل گسترش یافت. شاخص فقر چند بعدی هر ساله توسط مؤسسه OPHI محاسبه و نتایج آن بر روی وب‌سایت رسمی آن منتشر می‌شود. شاخص فقر چندبعدی یک اندازه‌گیری بین‌المللی از فقر حاد است و بیش از ۱۰۰ کشور در حال توسعه به محاسبه این شاخص پرداخته‌اند.
برای محاسبه این شاخص از فاکتورهای مختلفی به‌غیر درآمد، در تعیین فقر استفاده شده‌است. این شاخص مکمل اندازه‌گیری فقر بر پایه درآمد است زیرا ملاحظات مبتنی بر محرومیت شدید در ابعاد آموزش، سلامت و استانداردهای زندگی را شامل شده و به طورکلی مؤلفه‌های سازنده آن نماینده وجود رفاه در خانوار محسوب می‌شوند. تمرکز جنبه‌های مختلف توسعه بر رویکرد پولی و درآمد، از جمله دلایل ناکامی برنامه‌های فقرزدایی در کشورهای در حال توسعه عنوان می‌شود. برهمین اساس، علت اصلی فقر، کمبود یا نبود درآمد نیست بلکه دلیل آن نبود قابلیت لازم در افراد فقیر برای خروج از وضعیت فقر است. شاخص فقر چندبعدی به محاسبه این قابلیت‌های لازم در زندگی افراد می‌پردازد.
شاخص فقرچندبعدی می‌تواند تصویر کاملی از افرادی که در فقر زندگی می‌کنند، ارائه دهد. علاوه بر این روش محاسبه آن اجازه می‌دهد تا مقایسه‌ای بین کشورها و مناطق مختلف جهان از لحاظ فقر شکل گیرد و همچنین می‌توان مقایسه ای درون کشوری بین اقوام مختلف، خانوارهای ساکن مناطق روستایی یا شهری انجام داد. این ویژگی‌ها سبب شده که شاخص فقر چندبعدی به ابزاری تحلیلی برای شناسایی افراد آسیب‌پذیر تبدیل شود. به‌علاوه شاخص فقر چندبعدی آشکارکننده الگوی فقر در کشورها و در طول زمان است که سیاست‌گذاران را قادر می‌سازد تا به‌طور مؤثر منابع را هدف قرار داده و سیاست‌های مؤثرتری برای رفع فقر طراحی کنند.

## ابعاد و معیارهای شاخص فقر چندبعدی
برای معرفی این شاخص از همان سه بعد مربوط به شاخص توسعه انسانی استفاده شده‌است که شامل آموزش، سلامت و استانداردهای زندگی است. هر کدام از این سه بعد به وسیلهٔ چند معیار ساخته می‌شوند. معیارهای مربوط به هر بعد در جدول زیر آمده‌است.
| ابعاد              | معیارها                                                                            |
| ------------------ | ---------------------------------------------------------------------------------- |
| آموزش              | • سال‌های تحصیل - حضور کودک در مدرسه                                                |
| سلامت              | • مرگ‌ومیر کودکان - تغذیه                                                           |
| استانداردهای زندگی | • برق - دفع فاضلاب - آب آشامیدنی - کف پوش خانه - سوخت پخت‌وپز - مالکیت کالای بادوام |

هر بعد و هر معیار درون یک بعد از وزن مساوی برخوردارند.

## محاسبات مربوط به شاخص
ویژگی مطلوب این شاخص به نحوه محاسبه آن و انتخاب ابعاد و معیارهای منعطف برای فقر غیرپولی اشاره دارد، که توضیحات آن در ادامه آمده‌است.

### روش محاسبه شاخص فقر چندبعدی
در ابتدا لازم است تا واحد مشاهده‌ای برای محاسبه میزان فقر آن انتخاب شود. این واحد می‌تواند همه یا بخشی از افرادی باشد که جامعه را تشکیل می‌دهند، به‌عنوان مثال اگر به‌دنبال محاسبه فقر کودکان باشیم، واحد تحلیل و بررسی را کودکان انتخاب می‌کنیم. در محاسبه جنبه‌های غیرپولی فقر یا همان شاخص فقرچندبعدی به‌علت مفهوم این نوع فقر، واحد مورد بررسی در این گزارش خانوار در نظر گرفته شده‌است. این شاخص شامل سه بعد آموزش، سلامت و استانداردهای زندگی است و هر کدام از این ابعاد دارای معیارهایی هستند. در روش محاسبه این شاخص، از دو مرحله برای شناسایی افراد محروم استفاده می‌شود، در مرحله اول فقیر بودن یا نبودن خانوار در هر کدام از معیارها بر اساس آستانه محرومیت مربوط به آن معیار مشخص می‌شود. در واقع هر معیار توسط یک متغیر باینری ظاهر می‌شود به این صورت که اگر طبق تعریف آستانه محرومیت، خانوار در آن معیار فقیر تشخیص داده شود، مقدار یک را می‌پذیرد و در غیر این صورت برابر با صفر خواهد شد. در ادامه اسامی معیارهای مربوط به هر بعد و تعریف آستانه محرومیت مربوط به هر معیار آمده‌است.
بعد آموزش شامل دو معیار به شرح زیر است:
- سال‌های تحصیل: خانوار محروم است اگر هیچ‌یک از اعضای خانوار ۵ سال تحصیل نکرده باشد.
- حضور کودک در مدرسه: اگر کودکی در خانوار در سال‌های اول تا هشتم در مدرسه حضور پیدا نکرده باشد، آن خانوار محروم است.

بعد سلامت شامل دو معیار به شرح زیر است:
- مرگ و میر کودکان: درصورتی‌که حداقل یک کودک در خانوار فوت کرده باشد، آن خانوار محروم در نظر گرفته می‌شود.
- تغذیه: اگر عضوی از خانوار سوتغذیه داشته باشد، آن خانوار محروم است. جهت بررسی وجود سوتغذیه در کودکان از شاخص وزن در برابر سن و برای بزرگسالان از شاخص توده بدن استفاده می‌شود.

بعد استانداردهای زندگی نیز شامل شش معیار به شرح زیر است:
- برق: اگر خانوار به برق دسترسی نداشته باشد، محروم در نظر گرفته می‌شود.
- دفع فاضلاب: اگر سهولت دفع فاضلاب برای خانوار وجود نداشته باشد، محروم در نظر گرفته می‌شود.
- آب آشامیدنی: اگر خانوار به آب آشامیدنی سالم دسترسی نداشته باشد، محروم است.
- کف‌پوش خانه: اگر کف مسکن خانوار خاک، کود، شن یا ماسه باشد، محروم در نظر گرفته می‌شود.
- سوخت پخت‌وپز: اگر سوخت پخت‌وپز خانوار کود، چوب یا زغال چوب باشد، محروم در نظر گرفته می‌شود.
- مالکیت کالای بادوام: اگر خانوار حداقل یکی از کالاهای بادوام تلویزیون، یخچال، تلفن و وسیله حمل ونقل (دوچرخه یا موتورسیکلت یا خودرو) را نداشته باشد محروم درنظرگرفته می‌شود.

سپس به هر کدام از این معیارها وزن مشخصی اختصاص داده می‌شود. جمع وزن معیارها به صورت نرمال شده برابر با یک خواهد بود. در روش آلکایر و فاستر به هر کدام از سه بعد شاخص فقر وزن برابر داده شده‌است، بنابراین وزن هر بعد یک‌سوم است. وزن هر معیار از تقسیم وزن مربوط به بعد آن بر تعداد معیارهای توضیح‌دهنده هر بعد بدست می‌آید؛ بنابراین وزن معیارهای مربوط به دو بعد آموزش و سلامت برابر با یک‌ششم و وزن مربوط به معیارهای بعد استانداردهای زندگی برابر با یک‌هجدهم است.
سپس برای محاسبه نمره محرومیت مربوط به هر خانوار از جمع وزنی معیارهای فقر استفاده خواهد شد، که در فرمول زیر {\displaystyle C_{i}} نامگذاری شده‌است.
{\displaystyle C_{i}=W_{1}\times I_{1}+W_{2}\times I_{2}+\cdots +W_{d}\times I_{d}}
{\displaystyle \sum _{i=1}^{d}W_{i}=1}
در رابطه فوق {\displaystyle W_{i}} وزن مربوط به هر معیار است. همچنین {\displaystyle I_{d}} متغیر باینری مربوط به هر کدام از معیارهای شاخص فقرچندبعدی بر طبق تعاریف مربوط به آنهاست. {\displaystyle d} نیز تعداد معیارها را نشان می‌دهد. چون جمع همه اوزان مربوط به معیارها برابر با یک خواهد شد پس نمره محرومیت خانوار ({\displaystyle C_{i}}) همواره عددی بین صفر و یک است. هر چه نمره محرومیت خانوار به عدد یک نزدیکتر باشد، آن خانوار در معیارهای بیشتری فقیر تشخیص داده شده‌است. همچنین اگر همه متغیرهای دامی مربوط به یک خانوار یک (صفر) باشند نمره محرومیت آن خانوار برابر با یک (صفر) خواهد شد.
در مرحله دوم شناسایی خانوارهای محروم، نمره محرومیت کلی هر خانوار با آستانه فقر ({\displaystyle k}) مقایسه و سنجیده خواهد شد. درصورتی‌که نمره محرومیت خانوار بیشتر از {\displaystyle k} یا برابر با آن باشد، آن خانوار فقیر محسوب می‌شود، یعنی برای {\displaystyle C_{i}\geq \;k}، داریم: {\displaystyle C_{i}(k)=C_{i}} و برای افرادی که میزان محرومیت آن‌ها کمتر از آستانه فقر ({\displaystyle k}) باشد حتی برای مقادیر غیر از صفر، میزان محرومیت پنهانی صفر در نظر گرفته می‌شود یعنی {\displaystyle C_{i}(k)=0}، به این معنی که جز فقرای چندبعدی به حساب نمی‌آیند. مقدار {\displaystyle k}، از تقسیم عدد یک بر تعداد ابعاد فقرچندبعدی به دست می‌آید، زیرا در این روش اگر خانوار در یک یا تعداد بیشتری بعد، محروم محسوب شود باید جز فقرا قرار گیرد. به بیان دیگر اگر یک خانوار در یک‌سوم شاخص‌های وزنی محروم باشد، جز فقرای چندبعدی به حساب می‌آید؛ بنابراین در روش آلکایر و فاستر مقدار {\displaystyle k} به صورت عددی گرد شده برابر با ۰٫۳۳ است.
شاخص فقر چندبعدی را می‌توان از ترکیب دو مجموعه اطلاعات مهم به‌دست‌آورد که یکی وسعت فقر و دیگری شدت فقر نام دارد. وسعت فقر، نسبت افراد فقیر به کل جمعیت است. در واقع درصد خانوارهای فقیرچندبعدی را نشان می‌دهد و از رابطه زیر به‌دست می‌آید، که در آن {\displaystyle q} تعداد خانوارهایی است که {\displaystyle C_{i}(k)} آنان مخالف با صفر باشد و {\displaystyle N} تعداد کل خانوارهای مورد مطالعه است.
{\displaystyle H={\frac {q}{N}}}
شدت فقر ({\displaystyle A})، نسبت متوسط محرومیتی است که افراد فقیر تجربه می‌کنند. در واقع میزان محرومیت افراد فقیر را نشان می‌دهد. هرچه مقدار این شاخص بیشتر باشد خانوارهای فقیر فاصله بیشتری تا آستانه فقر دارند و محروم‌ترند. شدت فقر به صورت زیر محاسبه می‌شود:
{\displaystyle A={\frac {\sum _{i=1}^{N}C_{i}(k)}{q}}}
واضح است که در فرمول فوق {\displaystyle C_{i}(k)}، میزان محرومیت پنهانی افراد و {\displaystyle A}، شدت فقر (شکاف فقر) را نشان می‌دهد. در نهایت شاخص فقر چند بعدی از ضرب وسعت و شدت فقر طبق رابطه زیر به‌دست می‌آید؛ که به آن نسبت سرشمار اصلاح شده فقر نیز گفته می‌شود.
{\displaystyle MPI=H\times A}
که می‌توان آن را به نوعی تقسیم جمع وزنی افراد فقیر (و یا میزان محرومیت افراد فقیر) بر تعداد کل افراد، در ابعاد مورد نظر نامید؛ بنابراین هرچه تعداد فقرا بیشتر باشد و همچنین هرچه شدت فقر در میان فقیران بالاتر باشد، این شاخص عدد بزرگتری را نشان خواهد داد.

### یک مثال عددی
فرض می‌کنیم کشور x شامل سه فرد A,B و C است. جدول زیر میزان محرومیت هر ده معیار را برای افراد A,B وC نشان می‌دهد.
| معیار | وزن          | شخص A             | شخص B             | شخص C           |
| ----- | ------------ | ----------------- | ----------------- | --------------- |
| ۱     | ۱/۶          | ۰٪                | ۰٪                | ۰٪              |
| ۲     | ۱/۶          | ۰٪                | ۰٪                | ۰٪              |
| ۳     | ۱/۶          | ۱۰۰٪              | ۱۰۰٪              | ۰٪              |
| ۴     | ۱/۶          | ۰٪                | ۱۰۰٪              | ۰٪              |
| ۵     | ۱/۱۸         | ۰٪                | ۱۰۰٪              | ۱۰۰٪            |
| ۶     | ۱/۱۸         | ۰٪                | ۱۰۰٪              | ۱۰۰٪            |
| ۷     | ۱/۱۸         | ۰٪                | ۰٪                | ۱۰۰٪            |
| ۸     | ۱/۱۸         | ۱۰۰٪              | ۱۰۰٪              | ۱۰۰٪            |
| ۹     | ۱/۱۸         | ۱۰۰٪              | ۰٪                | ۱۰۰٪            |
| ۱۰    | ۱/۱۸         | ۱۰۰٪              | ۰٪                | ۰٪              |
|       |              |                   |                   |                 |
|       | نمره محرومیت | ۳۳٫۳۳٪            | ۵۰٪               | ۲۷٫۷۸٪          |
|       | وضعیت        | فقیرچندبعدی(۳۳٪≤) | فقیرچندبعدی(۳۳٪≤) | فقیر نیست(۳۳٪≥) |

وسعت فقر یعنی H برای کشور x برابر است با:
{\displaystyle H={\frac {1+1+0}{3}}=0.667}
شدت فقر یعنی A برای کشور x برابر است با:
{\displaystyle A={\frac {33.33\%+50\%}{2}}=0.417}
بنابراین شاخص فقرچندبعدی یعنی MPI برای کشور x برابر است با:
{\displaystyle MPI=0.667\times 0.417=0.278}

## ارزیابی شاخص فقر چندبعدی به عنوان معیاری از فقر
شاخص فقر چندبعدی یک تلاش صادقانه در جهت گسترش و همچنین ساده‌سازی تخمین فقر است.

### مقایسه با HDI (شاخص توسعه انسانی)
شاخص توسعه انسانی توسط محبوب الحق و آمارتیا سن در سال ۱۹۹۰ و سپس به وسیلهٔ مؤسسه توسعه سازمان ملل (UNDP) گسترش یافت.HDI به‌عنوان متوسط هندسی شاخص‌های نرمال شده سه بعد از توسعه انسانی شامل سلامت، آموزش و استانداردهای زندگی محاسبه می‌شد. UNDP در حال تلاش برای بهبود فرمول HDI به معرفی IHDI (نابرابری مبتلا به HDI) پرداخت.
درحالیکه هر دو شاخص MPI و HDI از سه بعد یکسان شامل سلامت، آموزش و استانداردهای زندگی برای محاسبه استفاده می‌کنند، اما HDI برای هر بعد از یک معیار استفاده کرده‌است، درحالیکه MPI از تعداد بیشتری معیار برای هر بعد استفاده می‌کند. این علت در میان دلایل دیگر سبب شده که MPI فقط برای حدود ۱۰۰ کشور (کشورهایی که داده موردنیاز معیارهای گوناگون را دارا باشند) محاسبه شود درحالیکه HDI تقریباً برای همه کشورها محاسبه شده‌است.
اگرچه HDI به صورت جهانی تر عمل کرده‌است با این حال سرعت نسبی معیارهای آن نسبت به وجود bias حساس ترند. در واقع، برخی مطالعات متوجه شده‌اند که HDI تا حد زیادی نسبت به تولید ناخالص داخلی سرانه منحرف شده‌است (bias دارد)، که این نشانی از وجود همبستگی بالا بین HDI و لگاریتم تولید ناخالص داخلی سرانه است. از این‌رو از HDI به‌علت نادیده گرفتن سایر پارامترهای توسعه انتقاد شده‌است.

### مقایسه با سایر شاخص‌ها
هر دو شاخص به علت در نظر نگرفتن معیارهایی برپایه "ابعاد اخلاقی / عاطفی / معنوی" مورد انتقاد برخی اقتصاددانان از جمله Ratan Lal Basu قرار گرفته‌اند؛ بنابراین برخی تلاش کرده‌اند تا این عوامل اضافی را با "شاخص خوشبختی جهانی (Global Happiness Index)" ترسیم کنند.